# 조니 뎁
존 크리스토퍼 "조니" 뎁 2세(영어: John Christopher "Johnny" Depp II, 1963년 6월 9일~)은 미국의 배우, 영화 제작자, 음악가이다. 아카데미상에 세 번 지명되었으며, 골든 글로브상과 미국 배우 조합상을 받은 배우이다. 켄터키주 오언즈버러 태생으로, 플로리다에서 자랐다. 팀 버튼 감독과 오랜 친구이며, 오랫동안 그의 작품에 출연했다. 2016년, 전 아내 엠버 허드와의 이혼 문제로 화제가 되었다.

## 출연 작품
| 연도   | 작품명                                  | 원제                                                   | 역할                           | 비고 |
| ------ | --------------------------------------- | ------------------------------------------------------ | ------------------------------ | ---- |
| 1984년 | 나이트메어                              | A Nightmare on Elm Street                              | 글렌 렌츠                      |      |
| 1985년 | 해변의 사생활                           | Private Resort                                         | 잭 마셜                        |      |
| 1986년 | 플래툰                                  | Platoon                                                | 게터 러너                      |      |
| 1987년 | 21 점프 스트리트                        | 21 Jump Street                                         | 톰 핸슨                        |      |
| 1990년 | 사랑의 눈물                             | Cry-Baby                                               | Wade "Cry-Baby" Walker         |      |
| 1990년 | 가위손                                  | Edward Scissorhands                                    | 에드워드 시저핸즈              |      |
| 1991년 | 나이트메어 6 - 프레디 죽다              | Freddy's Dead : The Final Nightmare                    |                                |      |
| 1993년 | 길버트 그레이프                         | What's Eating Gilbert Grape                            | 길버트 그레이프                |      |
| 1993년 | 베니와 준                               | Benny & Joon                                           | 샘                             |      |
| 1993년 | 아리조나 드림                           | Arizona Dream                                          | 액설 블랙마                    |      |
| 1994년 | 에드 우드                               | Ed Wood                                                | 에드 우드                      |      |
| 1995년 | 닉 오브 타임                            | Nick of Time                                           | 진 왓슨                        |      |
| 1995년 | 데드 맨                                 | Dead Man                                               | 윌리엄 브레이크                |      |
| 1995년 | 돈 주앙                                 | Don Juan DeMarco                                       | 돈 주앙/존 R. 더마코           |      |
| 1997년 | 도니 브래스코                           | Donnie Brasco                                          | 도니 브래스코/조지프 D. 피스톤 |      |
| 1997년 | 브레이브                                | The Brave                                              | 라파엘                         |      |
| 1998년 | 라스베가스의 공포와 혐오                | Fear and Loathing in Las Vegas                         | 라울 듀크                      |      |
| 1999년 | 슬리피 할로우                           | Sleepy Hollow                                          | 크레인                         |      |
| 1999년 | 애스트로넛                              | The Astronaut's Wife                                   | 스펜서 아마코스트              |      |
| 1999년 | 소스                                    | The Source                                             | 잭 케루악                      |      |
| 1999년 | 나인스 게이트                           | The Ninth Gate                                         | 딘 코르소                      |      |
| 2000년 | 초콜렛                                  | Chocolat                                               |                                |      |
| 2001년 | 비포 나잇 폴스                          | Before Night Falls                                     | 본 본, 빅토르 대령             |      |
| 2001년 | 프럼 헬                                 | From Hell                                              | 프레더릭 애벌린                |      |
| 2000년 | 맨 후 크라이드                          | The Man Who Cried                                      | 시저                           |      |
| 2001년 | 블로우                                  | Blow                                                   | 조지 정                        |      |
| 2003년 | 원스 어폰 어 타임 인 멕시코             | Once Upon a Time in Mexico                             | 샌즈                           |      |
| 2003년 | 캐리비안의 해적: 블랙 펄의 저주         | Pirates of the Caribbean: The Curse of the Black Pearl | 잭 스패로우                    |      |
| 2004년 | 네버랜드를 찾아서                       | Finding Neverland                                      | 제임스 매슈 배리               |      |
| 2004년 | 시크릿 윈도우                           | Secret Window                                          | 모트 레이니                    |      |
| 2005년 | 리버틴                                  | The Libertine                                          | 로체스터                       |      |
| 2005년 | 찰리와 초콜릿 공장                      | Charlie and the Chocolate Factory                      | 윌리 웡커                      |      |
| 2005년 | 유령신부                                | Tim Burton's Corpse Bride                              | 빅터                           | 더빙 |
| 2006년 | 캐리비안의 해적: 망자의 함              | Pirates of the Caribbean: Dead Man's Chest             | 잭 스패로우                    |      |
| 2007년 | 캐리비안의 해적: 세상의 끝에서          | Pirates of the Caribbean: At World's End               | 잭 스패로우                    |      |
| 2007년 | 스위니 토드 - 어느 잔혹한 이발사 이야기 | Sweeney Todd: The Demon Barber Of Fleet Street         | 스위니 토드                    |      |
| 2009년 | 퍼블릭 에너미                           | Public Enemies                                         | 존 딜린저                      |      |
| 2009년 | 파르나서스 박사의 상상극장              | The Imaginarium Of Doctor Parnassus                    | 토니                           |      |
| 2010년 | 이상한 나라의 앨리스                    | Alice in Wonderland                                    | 미친 모자장수                  |      |
| 2011년 | 캐리비안의 해적: 낯선 조류              | Pirates of the Caribbean: On Stranger Tides            | 잭 스패로우                    |      |
| 2012년 | 다크 섀도우                             | Dark Shadows                                           | 바나바스 콜린스                |      |
| 2014년 | 숲속으로                                | In To The Woods                                        | 늑대                           |      |
| 2014년 | 트랜센던스                              | Transcendence                                          | 윌 캐스터                      |      |
| 2014년 | 터스크                                  | Tusk                                                   | 가이                           |      |
| 2015년 | 모데카이                                | Mortdecai                                              | 찰리 모데카이                  |      |
| 2015년 | 블랙매스                                | Black Mass                                             | 제임스 벌저                    |      |
| 2016년 | 거울 나라의 앨리스                      | Alice Through the Looking Glass                        | 모자장수                       |      |
| 2016년 | 신비한 동물사전                         | Fantastic Beasts and Where to Find Them                | 그린델왈드                     |      |
| 2016년 | 요가 호저스                             | Yoga Hosers                                            |                                |      |
| 2017년 | 캐리비안의 해적: 죽은 자는 말이 없다    | Pirates of the Caribbean: Dead Men Tell No Tales       | 잭 스패로우                    |      |
| 2017년 | 오리엔트 특급 살인                      | Murder on the Orient Express                           | 라쳇                           |      |
| 2018년 | 신비한 동물들과 그린델왈드의 범죄       | Fantastic Beasts: The Crimes of Grindelwald            | 그린델왈드                     |      |
| 2018년 | 런던 필드                               | London Fields                                          | 카메오 출연                    |      |
| 2018년 | 셜록 놈즈                               | Sherlock Gnomes                                        | 셜록 놈즈                      | 더빙 |
| 2018년 | 시티 오브 라이즈                        | City of Lies                                           |                                |      |
| 2018년 | 라비린스                                | LAbyrinth                                              |                                |      |
| 2018년 | 리처드 세이즈 굿바이                    | Richard Says Goodbye                                   |                                |      |
| 2018년 | 브라더스 인 암스                        | Brothers in Arms                                       |                                |      |
| 2019년 | 웨이팅 포 더 바바리안                   | Waiting for the Barbarians                             | 졸 대령                        |      |
| 2020년 | 미나마타                                | Minamata                                               |                                |      |
| 2023년 | 잔 뒤 바리                              | Jeanne du Barry                                        | 루이 15세                      |      |

## 수상 경력
- 1990년 쇼웨스트어워즈 유망남성스타상
- 1995년 주피터어워즈 외국남자배우상
- 1996년 제16회 런던 비평가 협회상 남우주연상
- 1998년 러시안조합비평가협회상 남우주연상
- 1999년 제24회 세자르영화제 평생공로상
- 2000년 블록버스터엔터테인먼트어워즈 공포영화부문 가장좋아하는 남자배우상
- 2003년 주피터어워즈 외국남자배우상
- 2003년 제7회 할리우드영화제 남우주연상
- 2003년 어워즈 씨어큐트 커뮤니티 어워즈 남우주연상
- 2004년 제10회 미국배우조합상 영화부문 남우주연상
- 2004년 이리쉬영화&텔레비전어워즈 국제부문 남자배우상
- 2004년 SFX어워즈 남우주연상
- 2004년 제13회 MTV영화제 최고의 남자배우상
- 2004년 제6회 틴 초이스 어워즈 최고의 싸움상
- 2004년 제6회 틴 초이스 어워즈 최고의 거짓말쟁이상
- 2004년 엠파이어어워즈 남우주연상
- 2004년 골든스모이스어워즈 올해의 배우상
- 2005년 AFI어워드 남자배우상
- 2005년 제31회 피플스초이스어워즈 가장좋아하는 남자배우상
- 2005년 제7회 틴 초이스 어워즈 최고의 액션어드벤쳐 남자배우상
- 2005년 제7회 틴 초이스 어워즈 최고의 코미디남자배우상
- 2006년 제32회 피플스초이스어워즈 가장좋아하는 남자배우상
- 2006년 엠파이어어워즈 남우주연상
- 2006년 브라보오토어워즈 남자배우상
- 2007년 제16회 MTV영화제 최고의 연기상
- 2007년 SFX어워즈 남우주연상
- 2007년 제33회 피플스초이스어워즈 액션남자배우상
- 2007년 제33회 피플스초이스어워즈 최고의 스크린커플상
- 2007년 제33회 피플스초이스어워즈 가장좋아하는 남자배우상
- 2007년 제9회 틴 초이스 어워즈 액션어드벤쳐 남자배우상
- 2007년 주피터어워즈 외국남자배우상
- 2007년 골든스모이스어워즈 올해의 배우상
- 2008년 제34회 피플스초이스어워즈 가장좋아하는 남자배우상
- 2008년 제65회 골든글로브시상식 뮤지컬/코미디부문 남우주연상
- 2008년 제17회 MTV영화제 최고의 악당상
- 2008년 제17회 MTV영화제 코미디연기상
- 2008년 제10회 틴 초이스 어워즈 최고의 악당상
- 2008년 주피터어워즈 외국남자배우상
- 2008년 리브랜드트어워즈 외국남자배우상
- 2008년 네셔널 무비 어워즈 남자배우상
- 2008년 키즈 초이스 어워즈 가장 좋아하는 남자배우상
- 2009년 바하마스국제영화제 평생공로상
- 2010년 제36회 피플스초이스어워즈 가장좋아하는 남자배우상
- 2010년 제36회 피플스초이스어워즈 수년간 남자배우상
- 2011년 리브랜드트어워즈 외국남자배우상
- 2011년 제37회 피플스초이스어워즈 가장좋아하는 남자배우상
- 2011년 제13회 틴 초이스 어워즈 액션영화부문 남자배우상
- 2011년 제13회 틴 초이스 어워즈 애니메이션 성우상
- 2011년 키즈 초이스 어워즈 가장 좋아하는 무비스타상
- 2011년 네셔널 무비 어워즈 스크린아이콘상
- 2012년 제38회 피플스초이스어워즈 애니메이션성우상
- 2012년 제38회 피플스초이스어워즈 가장좋아하는 남자배우상
- 2012년 제21회 MTV영화제 mtv제너레이션상
- 2013년 제26회 니켈로디언 키즈 초이스 어워드 최고의 남자영화배우상
- 2014년 제40회 피플스초이스어워즈 가장좋아하는 남자배우상
- 2016년 제27회 팜스프링스국제영화제 데저트 팜 업적상
- 2016년 제42회 피플스초이스어워즈 가장좋아하는 드라마틱한 남자배우상
- 2016년 제31회 산타바바라국제영화제 말틴 모던마스터상
- 2017년 제43회 피플스초이스어워즈 가장좋아하는 무비아이콘상
- 2018년 제44회 피플스초이스어워즈 가장좋아하는 무비아이콘상

## 사건사고
- 2023년 7월 25일 헝가리 부다페스트의 한 호텔에서 의식을 잃은 채 발견되었다.[2]